# Huckov poraz
Huckov poraz ali Bitka pri Williamsonovi plantaži je bila bitka v ameriški revolucionarni vojni, ki se je zgodila na območju današnjega okrožja York v Južni Karolini 12. julija 1780 in je bila ena prvih bitk južne kampanje, ki jo je dobila patriotska milica.

## Ozadje
Maja 1780 so britanske sile britanske zajele edino večjo ameriško vojsko na jugu pri Charlestonu v Južni Karolini in hitro zasedle štiri ključna vladna sedeža: Camden, Južna Karolina, Cheraw, Južna Karolina, Georgetown, Južna Karolina in Ninety Six, Južna Karolina. Ker so bili patrioti v Južni Karolini popolnoma poraženi, je Sir Henry Clinton razveljavil pogoje predaje, ki so pogojno izpuščenim osebam omogočali, da ostanejo nevtralne do konca vojne. V skladu z razglasitvijo z dne 3. junija 1780 so bili patrioti prisiljeni bodisi priseči zvestobo kralju bodisi veljati za "upornike in sovražnike svoje države". Clinton je nato odpotoval v New York, poveljstvo britanske vojske med ameriško vojno za neodvisnost pa je prepustil generalpodpolkovniku lordu Cornwallisu na jugu.
V odsotnosti civilne vlade v Južni Karolini (guverner John Rutledge je po padcu Charlestona pobegnil v Severno Karolino so domoljubi iz zaledja izbrali svoje voditelje, da bi nadaljevali boj proti "nesmiselni krutosti lojalistične milice" in "krutemu in prezirljivemu ravnanju s prebivalstvom" s strani poveljnika Britanske legije, podpolkovnika Banastre Tarletona.

## Predhodni dogodki
1. junija 1780 so britanske sile vzpostavile utrjeno postojanko pri Rocky Mountu na zgornjem toku reke Catawba, blizu meje s Severno Karolino. V njej so bili nameščeni Newyorški prostovoljci, provincialni polk pod poveljstvom podpolkovnika George Turnbulla, poklicnega britanskega častnika. V začetku julija je Turnbull naročil Christianu Hucku, odvetniku iz Filadelfije in stotniku v Tarletonovi Britanski legiji, naj najde uporniške voditelje in prepriča druge prebivalce območja, da prisežejo zvestobo kralju. Huck, rojen v Nemčiji, je bil eden od mnogih pensilvanijskih lojalistov, katerih premoženje so zasegli patrioti, potem ko so Britanci zapustili Filadelfijo. Nato so ga izgnali iz države in se je pridružil britanski vojski v New Yorku. Huck je gojil veliko zagrenjenost do patriotov na splošno in še posebej do škotsko-irskih prezbiterijancev. Med prejšnjim vdorom v takratno zgornje okrožje med rekama Broad in Catawba (sodobno okrožje Chester, Južna Karolina) so njegove čete umorile neoboroženega fanta, domnevno medtem ko je bral Sveto pismo in požgale dom in knjižnico častitega Johna Simpsona, voditelja patriotov in vplivnega prezbiterijanskega duhovnika. Teden dni kasneje so Huck in njegovi možje vdrli v okrožje New Acquisition (približno sodobno okrožje York, Južna Karolina) in uničili železarno Williama Hilla, še enega vplivnega patriota.
Potem, ko je uničil Hillovo železarno in tamkajšnjo uporniško garnizijo pregnal v beg, je Huck sklical obvezni sestanek preostalih moških prebivalcev okrožja New Acquisition (večinoma moških, ki so bili prestari za boj) in razglasil, da je »Vsemogočni Bog postal upornik, toda če bi bilo na tisti strani dvajset bogov, bi bili vsi premagani.« Huck je nato izjavil, da »tudi če bi bili uporniki široki kot drevesa in bi Jezus Kristus prišel dol in jih vodil, bi jih vseeno premagal,« nakar so on in njegovi vojaki zasegli vse konje moških. Takšna dejanja so Hucku hitro prislužila vzdevek »preklinjajoči kapitan« in še bolj razjezila prezbiterijanske prebivalce zaledja. Potem, ko je bil eden od prebivalcev, Daniel Collins, priča Huckovi tiradi, je svoji ženi rekel: »Prišel sem domov odločen, da vzamem svojo puško, in ko jo odložim, z njo odložim svoje življenje.«
Huckov slog v dolini reke Catawba je bil, da je grobo pretepal ženske v zaledju, zasegel hrano in konje ter na splošno grozil z zaporom in smrtjo vsem, ki bi si drznili upreti se njemu in njegovim možem. To je preprosto spodbudilo več moških, da so se pridružili upornikom, ki so organizirali milico pod poveljstvom brigadnega generala Thomas Sumterja. 11. julija 1780 je Huck vdrl v dom partizanskega vodje, kapitana Johna McClureja na Fishing Creeku v današnjem okrožju Chester, ujel njegovega brata in svaka z novo izdelanimi kroglami ter ju ob sončnem vzhodu naslednji dan obsodil na obešanje kot izdajalca. Huckov odred, ki ga je sestavljalo približno 35 dragocev Britanske legie, 20 vojakov Newyorških prostovoljcev]in 60 pripadnikov lojalistične milice, je nato še enkrat napredoval v uporniško območje in pozneje istega večera prispel na plantažo drugega voditelja patriotske milice, polkovnika Williama Brattona. Kmalu zatem je eden od Huckovih vojakov v neuspešnem poskusu, da bi odkril, kje se Bratton nahaja, zabodel kavelj v vrat polkovnikove žene Marthe Bratton. Huckov namestnik je posredoval in discipliniral kršitelja, lojalističnega vojaka. Huck je nato aretiral tri starejše sosede Brattonovih, vključno s polkovnikovim starejšim bratom Robertom in jim povedal, da bodo tudi oni naslednji dan usmrčeni. William Bratton ml. se je teh podrobnosti spomnil več kot pol stoletja pozneje v neobjavljenem rokopisu. V času dogodkov je bil šestletnik, ki se je »oklepal materine obleke in bil prevzet od groze in strahu«.
Huck se je nato odpravil 400 metrov jugovzhodno od Brattonove plantaže do sosednje hiše starejšega patriota po imenu James Williamson, kjer je s približno 115 možmi taboril za noč. Pet zapornikov je bilo zprtih v koruznik, da bi čakali na usmrtitev.

## Bitka
Z obveščevalnimi podatki, ki jih je posredovala Johnova mlajša sestra Mary in suženj družine Bratton po imenu Watt, so se ohlapno organizirane patriotske sile pognale za Huckom. Tisto noč jih je v bližino Williamsonove plantaže prispelo približno 150 mož milice, poveljevali so jim izkušeni častniki milice. Po kratkem izvidovanju in razpravi so se dogovorili, da bodo Hucka napadli iz treh smeri hkrati.
Huckova varnost je bila izjemno šibka. Kmalu po sončnem vzhodu je vsaj dvema patriotskima skupinama uspelo napasti hkrati. Huckove čete so bile popolnoma presenečene; mnoge so še spale. Parizani so svoje puške naslonili na razcepljeno ograjo, s katere so "nezmotljivo in smrtonosno merili" na svoje nasprotnike, ko so se ti pojavili. Huck je zajahal konja, da bi zbral svoje čete in ga je John Carroll, ki je v puško napolnil dve krogli, ustrelil v glavo. Nekateri lojalisti so se predali, drugi pa so pobegnili, saj so jih vneto zasledovali patrioti, ki so se maščevali. Izgube konservativcev so bile zelo velike. Tarleton je kasneje poročal, da je pobegnilo le štiriindvajset mož. Izgube patriotov so bile en ubit in en ranjen; Pet zapornikov je bilo prav tako nepoškodovanih izpuščenih iz koruznika.

## Pomen
Čeprav je bilo število udeležencev majhno, je bil pomen spopada takoj jasen. Kot je zapisal zgodovinar iz Južne Karoline Walter Edgar: »Zdelo se je, da je celotno zaledje pobralo pogum. Obmejna milica je premagala vojake strašljive Britanske legije.« Prostovoljci so se zgrinjali, da bi se pridružili partizanski milici generala Thomas Sumterja. Edgar je Huckov poraz označil za »veliko prelomnico v ameriški revoluciji v Južni Karolini«. Bila je prva od več kot petintridesetih pomembnih bitk v Južni Karolini konec leta 1780 in v začetku leta 1781, od katerih so bile vse razen petih partizanske zmage. Ta veriga uspehov je bila bistvena za glavne zmage patriotov pri King's Mountain in Cowpensu.